# Xã Golden, Quận Walsh, Bắc Dakota
Xã Golden (tiếng Anh: Golden Township) là một xã thuộc quận Walsh, tiểu bang Bắc Dakota, Hoa Kỳ. Năm 2010, dân số của xã này là 101 người.